# Neu-Ulm
Neu-Ulm – miasto powiatowe w południowych Niemczech, w zachodniej części kraju związkowego Bawaria, w rejencji Szwabia, w regionie Donau-Iller, siedziba powiatu Neu-Ulm. Leży nad Dunajem, który rozdziela miasto od wirtemberskiego Ulm.
W mieście jest stacja kolejowa Neu-Ulm.

## Historia
Historia Neu-Ulm rozpoczyna się wraz z przejściem Ulm z Bawarii do Wirtembergii w roku 1810. Granicę ustanowiono wówczas na Dunaju, istniejące posiadłości patrycjuszy z Ulm przeszły pod inną zwierzchność i stały się zalążkiem nowego miasta.
Początkowo miejscowość składała się z kilku ogrodów, dworków, gospód i miejscowości Offenhausen i była nazywana prawobrzeżnym Ulm (Ulm am rechten Donauufer). Nazwa Neu-Ulm pojawiła się po raz pierwszy w 1814 roku. Rozwój rozpoczął się kilkadziesiąt lat później, kiedy w 1841 roku zapada decyzja o budowie twierdzy Ulm.
Król Ludwik I Wittelsbach wymógł włączenie Neu-Ulm w obręb twierdzy. W 1853 zbudowano linię kolejową do Augsburga, a wraz z żołnierzami miejscowość stała się siedzibą garnizonu. Cztery lata później przyznano Neu-Ulm herb, choć nie było jeszcze miastem (prawa miejskie otrzymało w 1869 roku od Ludwika II Wittelsbacha).
Największe osiągnięcia miasta przypadły na panowanie burmistrza Josefa Kollmanna: w 1897 połączył linią tramwajową dworce w Ulm i Neu-Ulm, zwodociągował miasto w 1900 roku (wieża ciśnień do dziś jest symbolem miasta), a w 1906 wypuścił miasto poza obręb murów fortecznych.
Po I wojnie światowej zlikwidowano załogę forteczną, ludność i gospodarka rosły jednak dalej i Neu-Ulm stało się miastem dobrobytu. W trakcie II wojny światowej w ruinach legło 80% zabudowań i wszystkie mosty na Dunaju. Odbudowa miasta trwała powoli.
Armia wróciła do miasta w roku 1951, kiedy Neu-Ulm zostało jedną z baz sił amerykańskich, a od 1980 roku dysponowało rakietami średniego zasięgu Pershing II z głowicami nuklearnymi.
Rozwiązanie bazy w 1991 pozostawiło silne znamię na mieście, zarówno w sensie gospodarczym, jak i pozostałych nieruchomości. Na władzach miasta spoczywa trudne zadanie zintegrowania obszaru koszar z resztą miasta. Duże nadzieje pokłada się w modernizacji linii kolejowej Monachium−Stuttgart, ponieważ po umieszczeniu dworca pod ziemią zwolni się 14 ha terenów w ścisłym centrum.

## Flaga
Flaga istnieje od roku 1857 i składa się z trzech pasów: czarnego, srebrnego i niebieskiego, na których znajduje się srebrna wieża symbolizująca dawną twierdzę.

## Dzielnice
Obszar miasta uległ znaczącemu powiększeniu w latach 1972–1977, kiedy przyłączono 9 dawnych miejscowości. W skład miasta wchodzą następujące dzielnice: Burlafingen, Finningen, Gerlenhofen, Hausen, Holzschwang, Jedelhausen, Ludwigsfeld, Offenhausen, Pfuhl, Reutti, Schwaighofen, Steinheim.

## Polityka
Burmistrzem miasta jest Gerold Noerenberg z CSU, rada miasta składa się z 44 osób.
|      | CSU | SPD | FWG | Zieloni | BÜRGER PRO Neu-Ulm | FDP | Razem |
| 2008 | 20  | 11  | 3   | 6       | 1                  | 3   | 44    |
| 2002 | 22  | 13  | 2   | 3       | 2                  | 2   | 44    |

### Współpraca
Miejscowości partnerskie:
- Bois-Colombes, Francja
- Meiningen, Turyngia
- New Ulm, Stany Zjednoczone
- Trissino, Włochy

## Przemysł
- Coca-Cola
- EvoBus
- Honold Logistik Gruppe
- Settele

## Edukacja

### Szkoły wyższe
Od 1994 roku miasto jest siedzibą Wyższej Szkoły Zawodowej. Zorientowana na nauki ekonomiczne szkoła była początkowo filią Wyższej Szkoły Zawodowej w Kempten, usamodzielniła się w 1998 roku.

### Teatry
- AuGuSTheater Neu-Ulm

## Osoby

### urodzone w Neu-Ulm
- Lukas Klemenz, ur. 24 września 1995, piłkarz nożny - obrońca, reprezentant Polski U-17, U-18, U-19
- Edwin Scharff, ur. 1887, zm. 1955 w Hamburgu, rysownik, wykładowca w Berlinie, Düsseldorfie i Hamburgu
- Harald Schmidt, ur. 18 sierpnia 1957, aktor, kabarecista i konferansjer
- Robert Wehgartner, ur. 22 czerwca 1909, polityk, przewodniczący Bayernpartei w latach 1963–1966

### związane z miastem
- Theodor Waigel, polityk